# Каманова
Каманова (слч. Kamanová) насељено је мјесто са административним статусом сеоске општине (слч. obec) у округу Топољчани, у Њитранском крају, Словачка Република.

## Становништво
| Година:    | 1994. | 2004.   | 2014.   | 2024.   |
| ---------- | ----- | ------- | ------- | ------- |
| Број људи: | 573   | 619     | 604     | 596     |
| Разлика:   |       | +8,02 % | -2,42 % | -1,32 % |

| Година:    | 2023. | 2024.   |
| ---------- | ----- | ------- |
| Број људи: | 605   | 596     |
| Разлика:   |       | -1,48 % |

Према подацима о броју становника из 2011. године насеље је имало 600 становника.